# Palmera
Palmera ist eine spanische Gemeinde (Municipio) mit 1.028 Einwohnern (Stand: 2024) in der Valencianischen Gemeinschaft, in der Comarca La Safor.

## Lage
Palmera liegt nahe der Costa del Azahar (Mittelmeerküste) in einer Höhe von ca. 15 m. Die Provinzhauptstadt Valencia liegt etwa 70 Kilometer in nordnordwestlicher Richtung. 

## Geschichte
| Jahr      | 1900 | 1930 | 1950 | 1960 | 1970 | 1981 | 1991 | 2001 | 2011 | 2021  |
| --------- | ---- | ---- | ---- | ---- | ---- | ---- | ---- | ---- | ---- | ----- |
| Einwohner | 458  | 506  | 539  | 564  | 578  | 517  | 486  | 568  | 989  | 1.024 |

## Kultur und Sehenswürdigkeiten
- Kirche der Unbefleckten Empfängnis (Iglesia de Purisima Concepción)

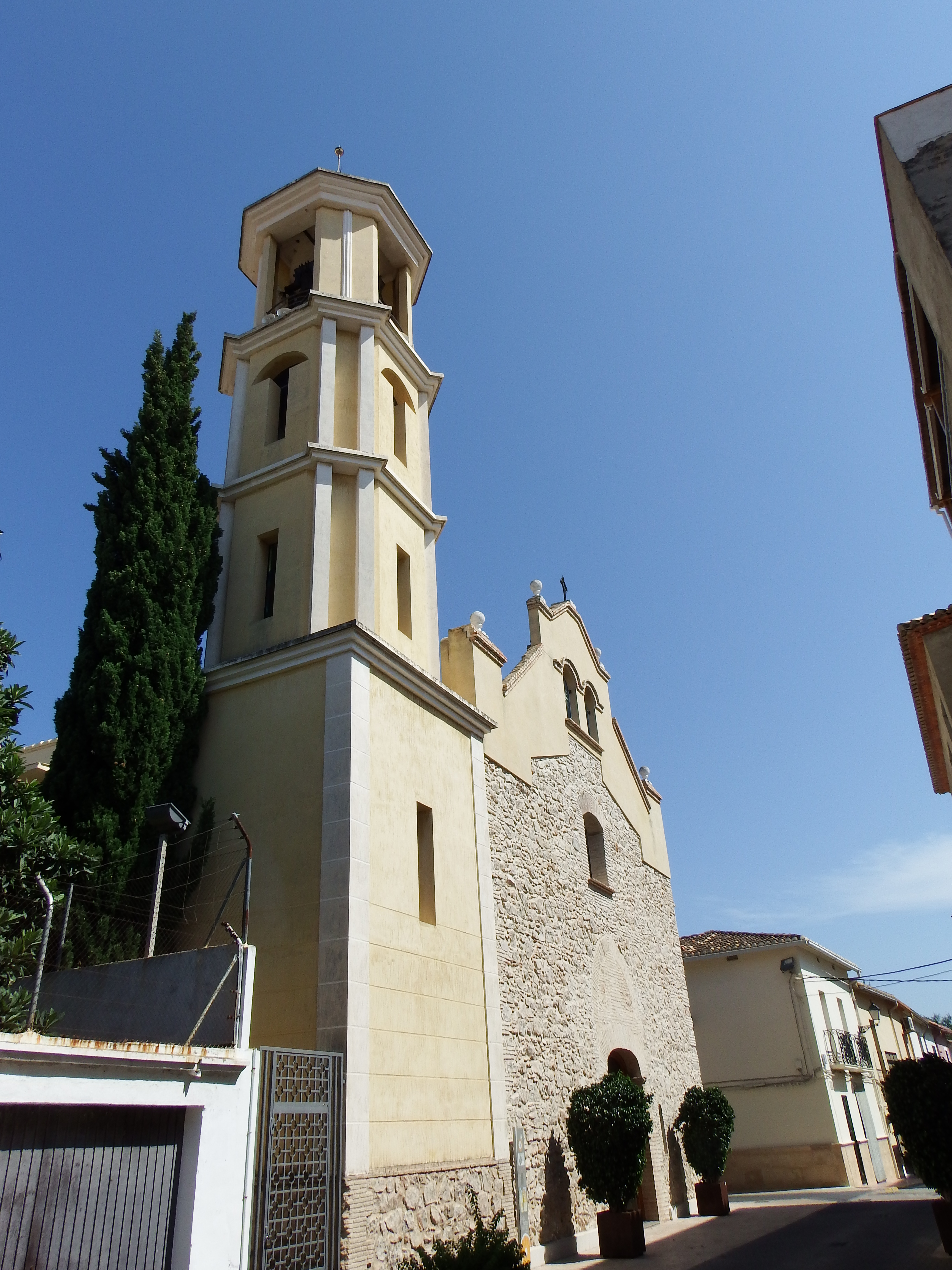
Kirche der Unbefleckten Empfängnis
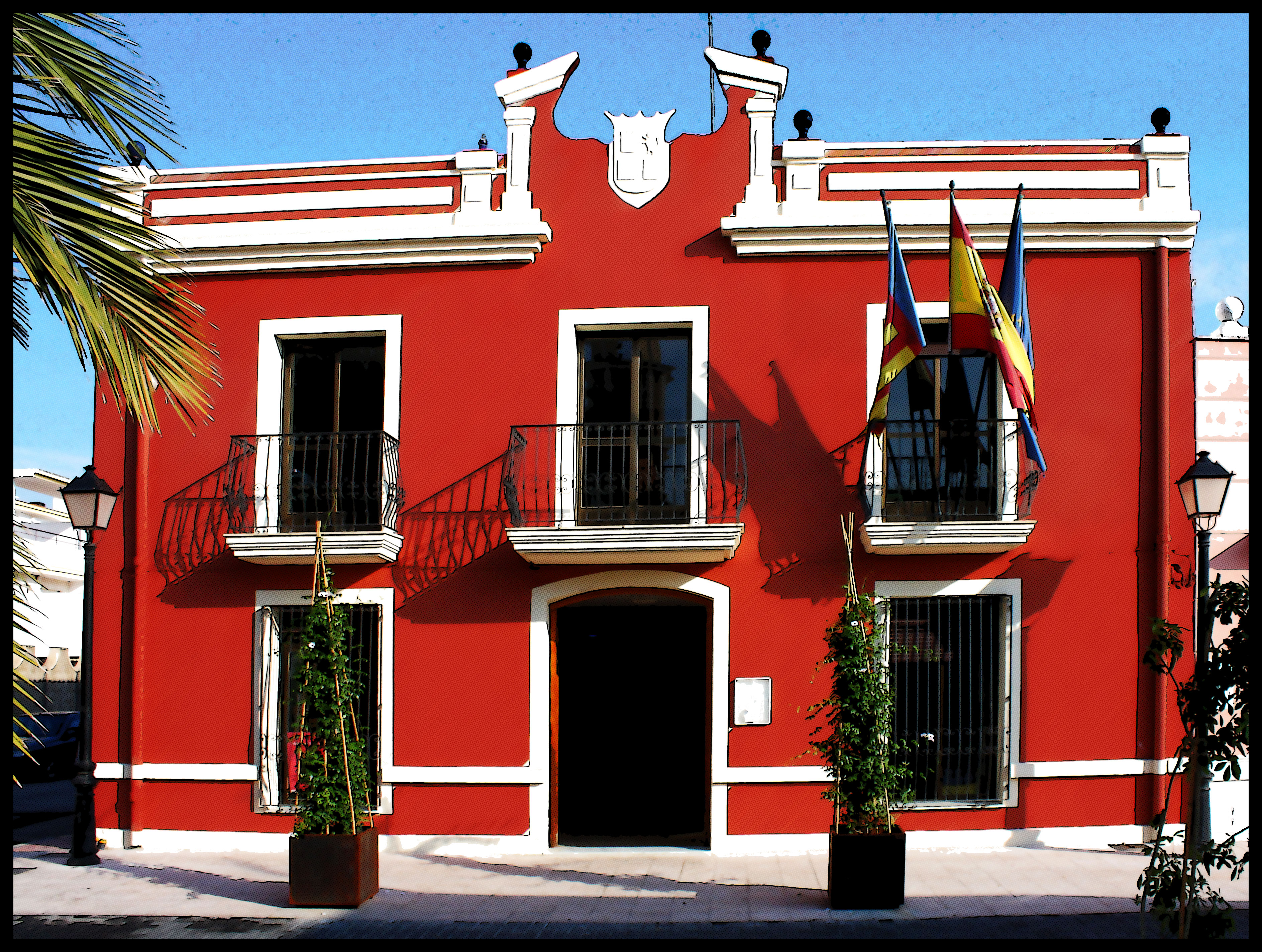
Rathaus